# Polystichum pygmaeum
Polystichum pygmaeum är en träjonväxtart som beskrevs av Edwin Bingham Copeland. Polystichum pygmaeum ingår i släktet Polystichum och familjen Dryopteridaceae. Inga underarter finns listade.